# 蒸發岩

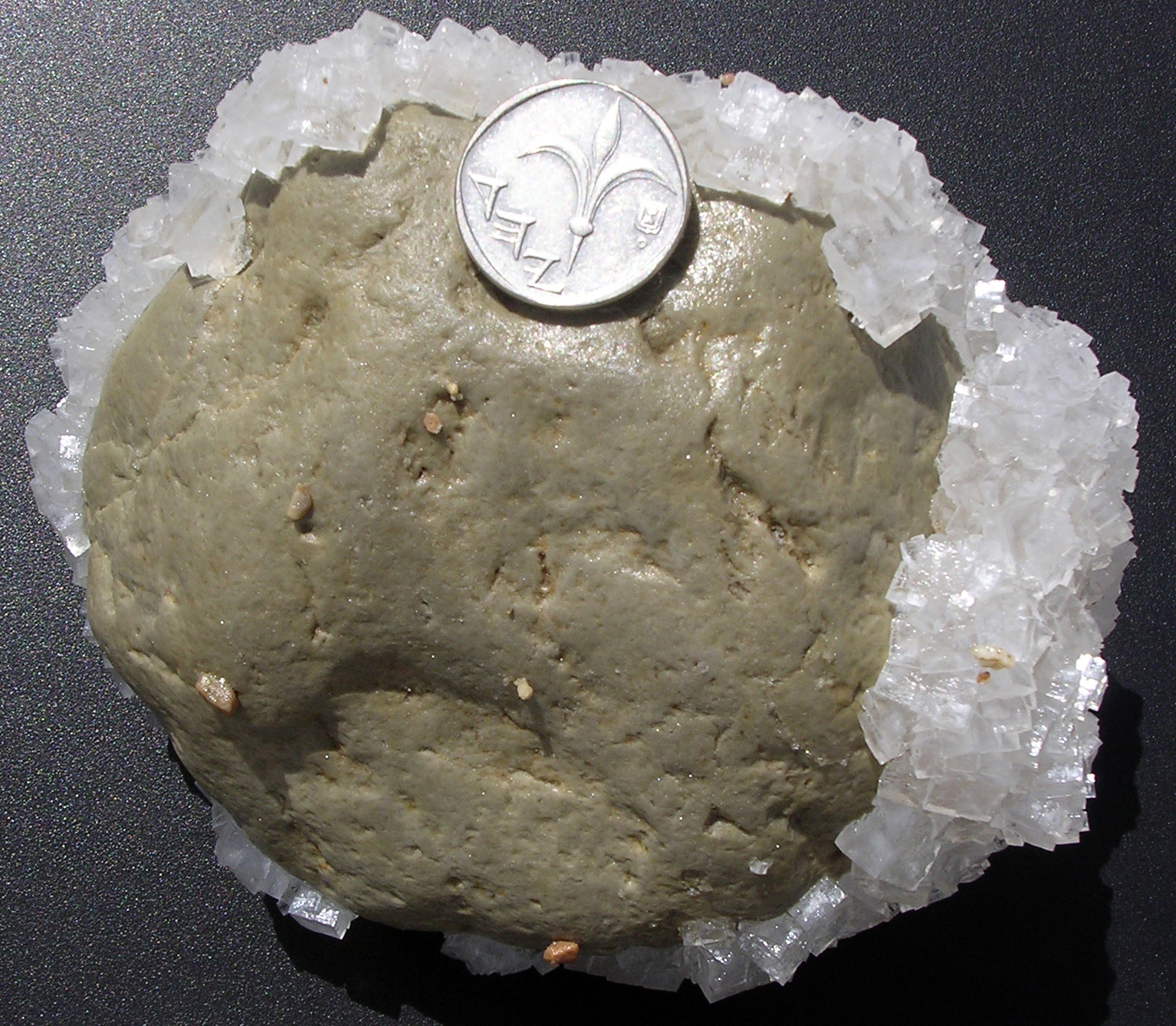
一块被死海蒸发岩盐包裹的鹅卵石（1枚[直径18毫米]的以色列硬币₪以显示大小）。

蒸发岩 （evaporite）是一种水溶性沉积矿物，由水溶液蒸发浓缩和结晶而成。蒸发沉积物有两种类型：海相沉积物，也可称为海洋沉积物；非海相沉积物，存在于湖泊等静止水体中。蒸发岩被认为是沉积岩，是由化学沉积形成的。

## 形成
尽管地表和含水层中的所有水体都含有溶解盐，但水必须蒸发到大气中，矿物质才能沉淀。要做到这一点，水体必须处于一种受限环境中，在该环境中水的补给量一直低于净蒸发量，这通常是一种干旱环境，一种由有限水流供给的小流域。当发生蒸发时，剩留水中的盐分不断累积，当水变得过饱和时，盐就会产生沉淀。

## 沉积环境

### 海相蒸发岩

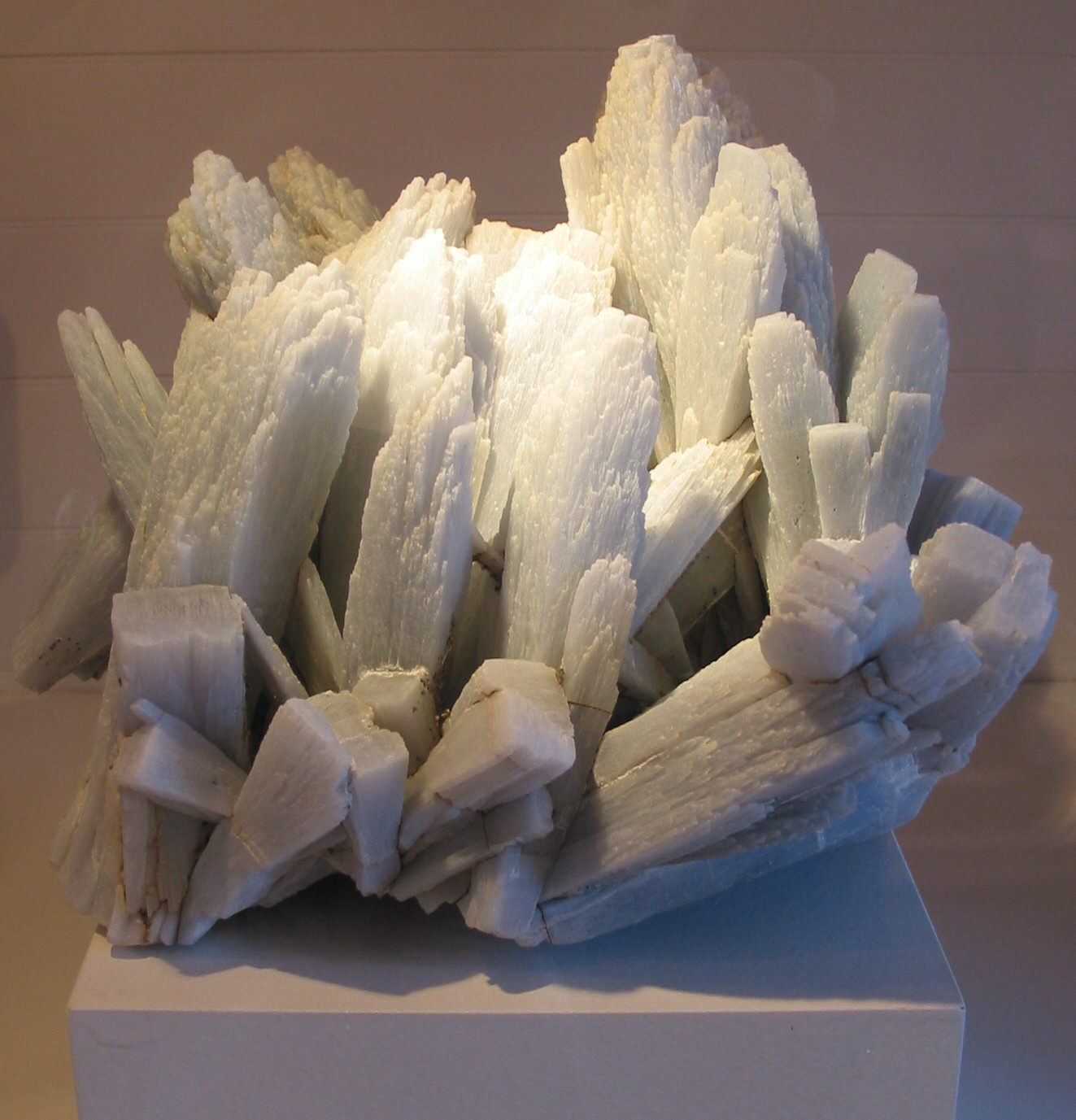
硬石膏

海相蒸发岩往往具有较厚的沉积物，通常是更广泛研究的重点。它们也有一套蒸发系统。当科学家们在实验室里蒸发海水时，这些矿物质会以确定的顺序产生沉积，这在1884年就已被乌西格里奥首次证明。实验中，当水量降至原有的50%时，第一阶段沉淀开始，此时，产生出微量的碳酸盐；接下来，当海水降至原有的20%时，石膏矿物开始形成，然后是在10%时的石盐，不包括不属于蒸发岩的碳酸盐矿物。通常认为最常见，最具代表性的海相蒸发岩矿物为方解石、石膏和硬石膏、石盐、钾盐、光卤石、角闪石、多石盐和钾长石。硫镁矾(MgSO4）也可能包括在内，但通常只占总含量的4%不到。尽管大约只有12种常见矿物被认为是重要的成岩矿物，然而，据报道，在蒸发岩矿床中大约发现了80种不同的矿物（1963年斯图尔特；1999年沃伦）。

### 非海相蒸发岩
非海相蒸发岩通常由海洋环境中不常见的矿物组成，因为一般来说，非海相蒸发岩沉淀的水中所含化学元素比例与海洋环境中的不同。在这些矿床中发现的常见矿物包括白钠镁矾、硼砂、泻利盐、单斜纳钙石、钙芒硝、芒硝、无水芒硝和天然碱。非海相沉积物中也可能含有石盐、石膏和硬石膏，在某些情况下甚至可能以这些矿物为主，尽管它们并非来自海洋沉积物。然而，这并没有降低非海相沉积物的重要性，这些沉积物通常有助于描绘过去地球气候，一些特殊的矿床甚至显示出重要的构造和气候变化，这些矿床还可能贮藏有有助于当今经济发展的重要矿物。在蒸发率超过流入率的地方，以及在有足够可溶物质供给的地方，往往会形成很厚的非海相沉积层。流入也必须发生在封闭流域中，或流出受限的流域中，以便沉积物有足够时间在湖泊或其他静止水域中聚集并形成。这方面的主要示例被称为“盐湖沉积物”，盐湖包括常年性湖泊（全年存在的湖泊）、普拉亚湖（仅在特定季节出现的湖泊）或其他任何用于定义间歇性或常年存在水体地方的术语，现代非海相沉积环境的例子包括犹他州的大盐湖和位于约旦和以色列之间的死海。 
满足上述条件的蒸发岩沉积环境包括：
- 大陆裂谷环境内的地堑和半地堑区域，由有限的河道排水供流，通常在亚热带或热带环境中。 
  - 目前与此相匹配的示例环境是埃塞俄比亚的达纳基勒洼地、加利福尼亚的死亡谷。
- 海洋裂谷环境中的地堑由有限的海洋水流供给，最终导致隔离和蒸发。 
  - 例子包括红海、约旦和以色列的死海。
- 干旱至半干旱温带至热带环境中的内部流域，由短暂的排水补给。 
  - 目前的示例环境包括位于西澳大利亚州的辛普森沙漠和犹他州的大盐湖。
- 完全由自流的地下水渗漏补给的非流域区域。 
  - 示例环境包括澳大利亚大自流盆地形成的维多利亚沙漠渗流丘。
- 海退环境中的受限沿海平原。 
  - 例如伊朗萨布哈（sabkha）沉积物、沙特阿拉伯和红海；里海的卡拉博加兹戈尔湾。
- 流入极端干旱环境的流域。
  - 例子包括智利沙漠、撒哈拉某些地区和纳米布。

现知最重要的蒸发岩沉积发生在地中海盆地的墨西拿盐度危机期间。

## 地层

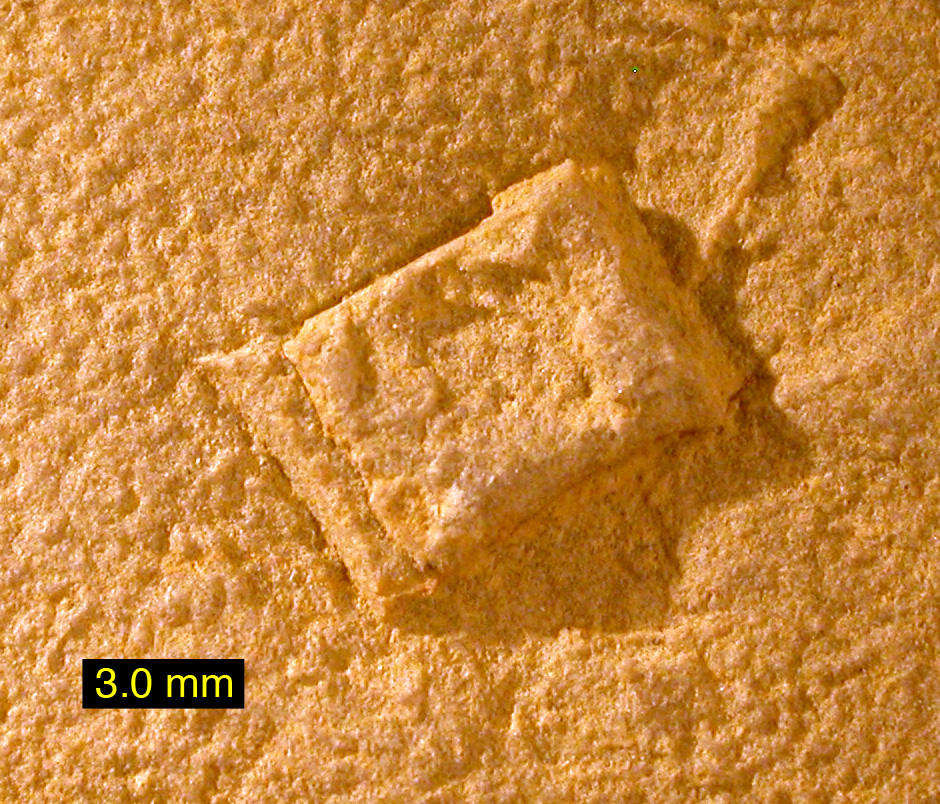
犹他州西南部卡梅尔地层一块侏罗纪岩石中石盐的漏斗状晶体铸件。

蒸发岩地层不一定完全由石盐等盐类组成，事实上，大多数蒸发岩地层的蒸发岩矿物含量都不超过百分之几，其余则由更典型的碎屑岩颗粒和碳酸盐组成，蒸发岩形成的示例包括东欧和西亚的蒸发岩硫磺的出现。
对于要确认为蒸发岩的地层，可能只需识别石盐矿物假象、由一定比例的蒸发岩矿物组成的层序以及泥裂缝或其他的岩石质地。 

## 蒸发岩的经济价值
由于它们的矿物学、现场物理性质以及它们在地下的特性，蒸发岩在经济上很重要。
蒸发岩矿物，尤其是硝酸盐矿物，在秘鲁和智利具有重要的经济地位。硝酸盐矿物通常被开采用于肥料和炸药。 
厚岩盐矿床由于其地质稳定性、可预测的工程和物理特性以及对地下水的不渗透性，预计将成为处置核废料的重要地点。 
岩盐地层以其形成底闢的能力而闻名，这为圈闭石油矿床提供了理想的位置。  
岩盐矿床经常被开采以生产食盐。

## 主要类别

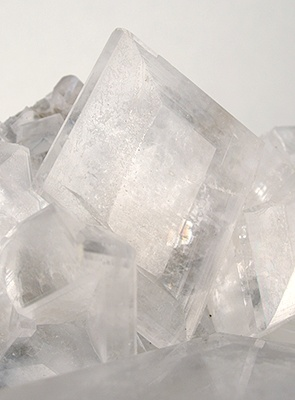
方解石

下表列出了构成海洋蒸发岩的矿物，它们通常都是这种矿床中最常见的矿物。
| 矿物类型 | 矿物名称   | 化学成分            |
| -------- | ---------- | ------------------- |
| 氯化物   | 石盐       | NaCl                |
| 氯化物   | 钾盐石     | KCl                 |
| 氯化物   | 光卤石     | KMgCl3 · 6 H2O      |
| 氯化物   | 钾盐镁矾   | KMg(SO4)Cl · 3 H2O  |
| 硫酸盐   | 硬石膏     | CaSO4               |
| 硫酸盐   | 石膏       | CaSO4 · 2 H2O       |
| 硫酸盐   | 硫镁矾     | MgSO4 · H2O         |
| 硫酸盐   | 无水钾镁钒 | K2Mg2(SO4)3         |
| 硫酸盐   | 杂卤石     | K2Ca2Mg(SO4)6 · H2O |
| 碳酸盐   | 白云石     | CaMg(CO3)2          |
| 碳酸盐   | 方解石     | CaCO3               |
| 碳酸盐   | 菱镁矿     | MgCO3               |
- 卤化物：石盐、钾盐（KCl）和萤石
- 硫酸盐：如石膏、重晶石和硬石膏
- 硝酸盐：硝酸盐（苏打硝石）和硝石

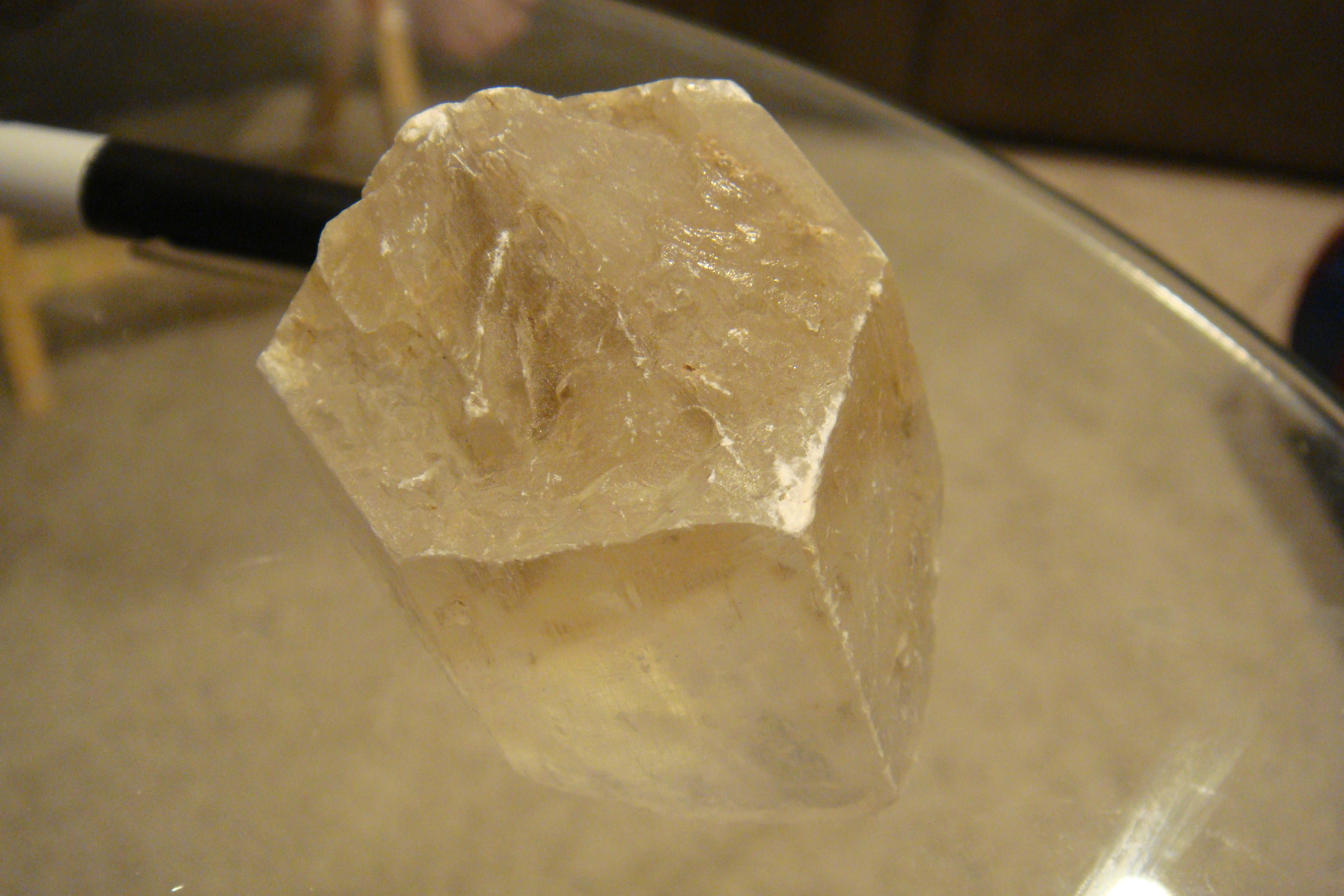
碳钾钠矾，Na_{22}K(SO_{4})_{9}(CO_{3})_{2}Cl，极少数同时为碳酸盐和硫酸盐的矿物之一。

- 硼酸盐：通常发现于美国西南部丰富的干旱盐湖矿床中。一种常见的硼酸盐是硼砂，在肥皂中用作表面活性剂。
- 碳酸盐：如天然碱，形成于内陆盐湖中。
  - 一些蒸发岩矿物，如碳钾钠矾可列入多个族。

蒸发岩矿物在水中的浓度达到一定比例时，将不再以溶质的形式存在，而是开始产生沉淀。
矿物按其溶解度的相反顺序从溶液中沉淀出来，因此海水中的沉淀次序为：
1. 方解石 (CaCO3)和白云石 (CaMg(CO3)2)；
2. 石膏(CaSO4 • 2H2O)和硬石膏 (CaSO4)；
3. 石盐 (即食盐，氯化钠)
4. 钾和镁盐

海水中大量沉淀形成的岩石与上述的沉淀顺序相同。因此，石灰石（方解石）和白云石比石膏更常见，后者则比石盐更常见，而石盐又比钾和镁盐更常见。
蒸发岩也可以很容易地在实验室中重结晶，以研究其形成的条件和特征。

## 土卫六上可能的蒸发岩
来自卫星观测和实验室试验的最新证据表明，土星最大的卫星土卫六表面可能存在蒸发岩。土卫六不是水的海洋，而是拥有液态烃的湖泊和海洋（主要是甲烷）以及许多可溶碳氢化合物，如乙炔 ，这些碳氢化合物可以从溶液中蒸发出来。蒸发岩矿床覆盖了土卫六表面大片区域，主要沿湖泊海岸线或孤立的盆地（干湖），相当于地球上的盐盘。 

### 引文
1. ↑  Jackson, Julia A.  4th. Alexandria, Virginia: American Geological Institute. 1997.
2. 1 2 3 4 5 6 7  Boggs, S., 2006, Principles of Sedimentology and Stratigraphy (4th ed.), Pearson Prentice Hall, Upper Saddle River, NJ, 662 p.
3. 1 2 3  Melvin, J. L.(ed) 1991, Evaporites, petroleum and mineral resources; Elsevier, Amsterdam
4. ↑  C.Michael Hogan. 2011. Sulfur. Encyclopedia of Earth, eds. A.Jorgensen and C.J.Cleveland, National Council for Science and the environment, Washington DC 的存檔，存档日期October 28, 2012，.
5. ↑  Barnes, Jason W.; Bow, Jacob; Schwartz, Jacob; Brown, Robert H.; Soderblom, Jason M.; Hayes, Alexander G.; Vixie, Graham; Le Mouélic, Stéphane; Rodriguez, Sebastien; Sotin, Christophe; Jaumann, Ralf. . Icarus. 2011-11-01, 216 (1): 136–140. Bibcode:2011Icar..216..136B. ISSN 0019-1035. doi:10.1016/j.icarus.2011.08.022 （英语）.
6. ↑  Czaplinski, Ellen C.; Gilbertson, Woodrow A.; Farnsworth, Kendra K.; Chevrier, Vincent F. . ACS Earth and Space Chemistry. 2019-10-17, 3 (10): 2353–2362. Bibcode:2019ECS.....3.2353C. S2CID 202875048. arXiv:2002.04978 . doi:10.1021/acsearthspacechem.9b00204.
7. ↑  Singh, S.; Combe, J. -Ph.; Cordier, D.; Wagner, A.; Chevrier, V. F.; McMahon, Z. . Geochimica et Cosmochimica Acta. 2017-07-01, 208: 86–101. Bibcode:2017GeCoA.208...86S. ISSN 0016-7037. doi:10.1016/j.gca.2017.03.007 （英语）.
8. ↑  MacKenzie, S. M.; Barnes, Jason W. . The Astrophysical Journal. 2016-04-05, 821 (1): 17. Bibcode:2016ApJ...821...17M. ISSN 1538-4357. arXiv:1601.03364 . doi:10.3847/0004-637x/821/1/17  （英语）.